# Leo Arnsjtam
Leo Arnsjtam (russisk: Лео Оскарович Арншта́м) (født 15. januar 1905 i Dnipro i det Russiske Kejserrige, død 26. december 1979 i Moskva i Sovjetunionen) var en sovjetisk filminstruktør og manuskriptforfatter.

## Filmografi
- Veninder (Подруги, 1936)[1][2]
- Venner (Друзья, 1938)
- Zoja (Зоя, 1944)
- Glinka (Глинка, 1946)
- Urok istorii (Урок истории, 1957)
- Pjat dnej, pjat notjej (Пять дней, пять ночей), 1960)
- Sofja Perovskaja (Софья Перовская, 1967)
- Romeo i Dzjuljetta (Ромео и Джульетта, 1955)